# Femme - Ton prénom dans mon cœur
Femme - Ton prénom dans mon cœur è una raccolta della cantante italo-francese Dalida, pubblicata nel 1983 da Carrere.
La compilation viene commercializzata dopo qualche tempo dalla pubblicazione dell'album Les P'tits Mots e racchiude sia alcune delle canzoni già state inserite in quest'ultimo, sia i due nuovi pezzi del titolo.
Dalida, solitamente, interpretava Femme alla TV indossando un abito color giallo della stessa tipologia di quello che portava, in versione azzurra, per Il faut danser reggae.
Ton prénom dans mon cœur, utilizzato come secondo titolo di quest'album e presentato sul lato B, è un brano scritto da Jeff Barnel e Michel Jourdan sulle note della colonna sonora del film Giochi proibiti (Jeux interdits).

## Tracce
Lato A
1. Femme
2. Mourir sur scène
3. Téléphonez-moi
4. Confidences sur la fréquence

Lato B
1. Ton prénom dans mon cœur
2. Les p'tits mots
3. Lucas
4. Le restaurant italien